# Omar M. Yaghi
Omar M. Yaghi (en árabe: عمر مونس ياغي, nacido el 9 de febrero de 1965) es un químico jordano-estadounidense, actualmente es profesor de la Cátedra James y Neeltje Tretter de Química en la Universidad de California en Berkeley. Yaghi es famoso por haber sido pionero en la química reticular, que es un nuevo campo de la química que se ocupa de unir los bloques de construcción moleculares mediante fuertes enlaces para hacer marcos abiertos. Su trabajo más reconocible está en el diseño y la producción de nuevas clases de compuestos conocidos como marcos metal-orgánicos (MOF), marcos de imidazolato zeolíticos (ZIF), y estructuras orgánicas covalentes (COF). Los MOF se destacan por sus áreas de superficie extremadamente altas (5640 m² / g para MOF-177) y densidades cristalinas muy bajas (0,17 g · cm-3 para COF-108). Ha desarrollado estos materiales desde la ciencia básica hacia aplicaciones en tecnologías de energía limpia, que incluyen el almacenamiento de hidrógeno y metano, captura y almacenamiento de dióxido de carbono, y la recolección de agua del aire del desierto.
- Datos: Q743252
- Multimedia: Omar M. Yaghi / Q743252